# Tito Ânio Lusco
Tito Ânio Lusco (em latim: Titus Annius Luscus) foi um político da gente Ânia da República Romana eleito cônsul em 153 a.C. com Quinto Fúlvio Nobilior. Tito Ânio Lusco Rufo, cônsul em 128 a.C., era seu filho.

## Carreira
Segundo os Fastos Consulares, foi eleito cônsul em 153 a.C. com Quinto Fúlvio Nobilior. Em 133 a.C., foi citado entre os adversários do tribuno da plebe Tibério Graco e, conta-se, teria conseguido deixar claras as intenções dele com uma pergunta insidiosa. Segundo Cícero, atingiu alguma fama como orador. Um de seus discursos foi parcialmente preservado por Pescênio Festão.
É possível que tena sido o construtor da Via Ânia quando foi triúnviro coloniis deducendis em 169 a.C., como registrado numa base de estátua encontrada no fórum de Aquileia, mas é mais provável que a estrada seja uma obra de seu filho, Tito Ânio Lusco Rufo, quando pretor, em 131 a.C., ou quando cônsul, em 128 a.C..